# دوقية ساكسونيا لاونبورغ
دوقية ساكسونيا لاونبورغ (بالألمانية: Herzogtum Sachsen-Lauenburg وكانت تسمى Niedersachsen (ساكسونيا السفلى) بين القرنين الرابع عشر والسابع عشر)، كما عـُرفت لاحقاً باسم دوقية لاونبورغ، كانت دوقية إمبراطورية حرة وجدت بين عامي 1296-1803 و 1814-1876 في منطقة أقصى الجنوب الشرقي فيما هو الآن ولاية شليسفيغ هولشتاين. وكان مركز أراضيه في منطقة حديثة من دائرة دوقية لاونبورغ أصلا وعاصمتها مسمى كان لاونبورغ إلبه، رغم انتقال العاصمة إلى راتسيبورغ عام 1619.